# Лахта (аэродром)
Ла́хта — недействующий военный аэродром Военно-морского флота России в 22 км к юго-востоку от города Архангельск. Находиnся в 4 км юго-западнее города Новодвинск, в 2 км восточнее посёлка Катунино, или Архангельск-27 (в этом посёлке располагался воинский гарнизон).
Подразделения, базировавшиеся на аэродроме Лахта, входили в состав авиации Северного флота и выполняли различные задачи — разведку, сопровождение конвоев, нанесение ударов по морским и сухопутным целям, а также решение научно-испытательных задач.
Аэродром располагает одной взлётно-посадочной полосой (ВПП) с искусственным покрытием. В настоящее время аэродром не используется и частично разобран. Западная часть БВПП в хорошем состоянии и используется авиацией общего назначения по договору аренды НП «Аэроклуб Авиасервис»

## Данные аэродрома
Наименование: Лахта, в международных реестрах: англ. Lakhta.
Индекс аэродрома: ЬЛАЛ / XLAL.
Высота над уровнем моря 27 метров.
Координаты 64,38133° с. ш., 40,72233° в. д.
Длина ВПП 3115 м, ширина 57 м.
Направление ВПП: по магнитному путевому углу 076°/256°, по истинному путевому углу 091°/271°.
Круг полётов: с левыми стандартными разворотами (LL).

## История
Перед Великой Отечественной войной на озере Холмовском близ п. Лахта был оборудован гидроаэродром.
- На гидроаэродроме базировались:
  - 337-й морской авиационный полк в составе 14-й смешанной авиационной дивизии, на импортных гидросамолётах PBN-1 и PBY-6, в дальнейшем заменённых на отечественные Бе-6. В декабре 1947 года 14-я САД была расформирована и 337-й морской дальне-разведывательный авиационный полк стал отдельным. В январе 1955 года полк вошёл в состав Беломорской военной флотилии (Бел. ВФ), а с 1957 года полк был переподчинён 12-й авиационной группе ВВС СФ (бывш. ВВС Бел. ВФ). В апреле 1958 года, на основании директивы ГК ВМФ №ОМУ/1/27032 от 28.01.1958 года полк переформирован в 265-ю эскадрилью (265-я ОМДРАЭ), с подчинением командиру 380-й смешанной авиационной дивизии. Эскадрилья расформирована в 1960 году.
  - 49-я отдельная морская дальняя разведывательная авиационная эскадрилья (49 ОМДРАЭ) ВВС Северного флота. Сформирована в 1939 году на гидроаэродроме остров Ягодник, на вооружении были 13 самолётов МБР-2. По состоянию на 22 июня 1941 года эскадрилья составом 10 машин базировалась на оз. Холмовском. Во время войны эскадрилья периодически действовала с гидроаэродрома Моржовец, выполняя задачи разведки и противолодочной обороны. Также эскадрилья привлекалась для ночных бомбовых ударов, действуя с оперативного сухопутного аэродрома Ваенга. Эскадрилья расформирована 14 ноября 1942 по причине низкой исправности самолётного парка — по состоянию на 1 октября имелся всего один исправный МБР-2.
  - 22-й отдельный морской разведывательный полк был сформирован в 1942 году из состава Ейского ВМАУ и Николаевского ВМАУ. На вооружении полка имелось 32 машины МБР-2. 18 сентября 1942 года полк включён в 3-ю АГ Бел. ВФ, базируясь на оз. Холмовское. В ноябре на доукомплектование полка направлен личный состав расформированной 49-й ОМДРАЭ. 15 апреля 1944 года полк был расформирован, личный состав и техника обращены на формирование 54-го смешанного авиационного полка.
- 54-й смешанный авиационный полк ВВС Бел. ВФ формировался на аэродроме Холмовском (Лахта) в 1944 году (пр. НК ВМФ № 0933), с оперативным подчинением командиру Новоземельской военно-морской базы. Эскадрильи полка дислоцировались на аэродромах Белушья Губа, Лахта и Рогачёво. Во второй половине 1944 года полк перелетел в операционную зону Иоканьгской военно-морской базы (эскадрильи МБР-2 — на аэродром Ягодник, эскадрильи Р-40 на аэродром Поной). Осенью 1945 года полк расформирован.

Сухопутный аэродром Лахта, вероятно, первоначально был организован для берегового базирования самолётов-амфибий, а впоследствии и колёсных самолётов. На аэродроме в разное время размещались:
- 3-й учебный авиационный полк ВВС СФ, сформированный на базе 11-й учебной авиационной эскадрильи (с аэродрома Ягодник) в 1943 году (пр. НК ВМФ № 0841), с базированием на аэродроме Лахта. На вооружении полка были самолёты «Бостон» и «Аэрокобра». 14 июля 1945 года полк расформирован.
- 95-й скоростной бомбардировочный авиационный полк, сформированный 19 апреля 1940 года в составе Московского военного округа. В феврале-марте 1941 года полк перевооружён на Пе-2, а уже к августу этого года в результате тяжёлых потерь полк отправлен на переформирование, где в течение августа-сентября переучился и получил тяжёлые истребители Пе-3, а также был переименован в 95-й истребительный авиационный полк 6-го авиационного корпуса ПВО. До начала весны полк работал, выполняя задачи ПВО Москвы, сопровождение транспортных самолётов и выполнение бомбо-штурмовых ударов по наземным целям.

Приказом НКО от 01.03.1942 года полк передан в состав формируемой Особой морской авиационной группы ВМФ. Полк перелетел на аэродром Ваенга, где работал по прикрытию морских конвоев союзников, а также наносил удары по кораблям и береговым объектам противника.
В 1947 году полк переименован в 574-й минно-торпедный авиационный полк (в/ч 26840). Место базирования — аэр. Ягодник.
С окончанием строительства нового бетонного аэродрома Лахта в 1956 году 574-й МТАП перебазировался на этот аэродром и влился в состав 12-й АГ ВВС Бел. ВФ. На вооружении полка были самолёты Ил-28.
В 1957 году полк стал получать самолёты типа Ту-16, а 1961 году он стал именоваться 574-м отдельным минно-торпедным авиационным полком дальнего действия (дивизия в этом году была расформирована).
В 1983 году полк вошёл в состав 5-й морской ракетоносной авиационной дивизии ВВС Северного флота.
В 1990—1991 гг. полк переучивался на ракетоносцы Ту-22М3. Самолёты в полк прибыли из расформированного 170-го гвардейского морского ракетоносного авиационного полка ВВС Балтийского флота.
1 июля 2002 года на основании директивы ГШ ВМФ № 703/1/091 от 01.11.2001 574-й ордена Ленина и ордена Красного знамени морской ракетоносный авиационный полк ВМФ был расформирован.
- 12-я авиационная группа, затем 380-я смешанная авиационная дивизия (259-я смешанная авиационная дивизия). Управление дивизии базировалось в п. Катунино. Дивизия ликвидирована в «рамках дальнейшего сокращения Вооружённых сил СССР» 1 июля 1960 года.

- В составе 12-й АГ ВВС СФ 25.10.1957 года сформирован 918-й отдельный испытательный авиационный полк специального назначения (в/ч 09914). Полк предназначался для контроля над проведением испытаний создаваемого ракетного оружия. Место базирования полка — аэродром Ягодник.

В период 1959—1960 гг. на базе полка сформированы 271-я и 273-я отдельные испытательные авиационные эскадрильи специального назначения (ОИАЭ СпН). В декабре 1960 года 273-я ОИАЭ СпН передана на Черноморский флот для проведения испытаний ракетного комплекса П-35. 271-я ОИАЭ СпН в 1962 году переформирована в 365-й отдельный испытательный авиационный полк специального назначения, с базированием на аэродром Лахта.
В 1977 году полк реорганизован в 400-й отдельный испытательный авиационный полк специального назначения, без изменения места дислокации. На вооружении полка имелись следующие типы авиатехники:
- 1-я АЭ — Ил-18, Ан-26, Ил-14;
- 2-я АЭ — Ми-4;
- 3-я АЭ — Ми-4.

Задачей полка было отслеживание траекторий ракет морского и наземного базирования, поиска упавших ступеней ракет по трассам, обследование мест падения головных частей и сбор их останков, осмотр территории на предмет отсутствия посторонних лиц, а также транспортные и пассажирские перевозки. Полк обслуживал полигон на Новой Земле.
С 1 декабря 1993 года полк подлежал расформированию, однако передача техники в другие части растянулась до августа 1995 года.

## Катастрофы и происшествия
- 7 марта 1964 года при заходе на посадку из-за неправильных действий борттехника произошла остановка двигателей самолёта Ли-2, принадлежащего 365-му ОИАП СпН. Самолёт разбился, экипаж получил травмы, бортовой техник ст. л-т Герасименко С. В. погиб.
- 23 января 1966 года — катастрофа Ан-8. Самолёт, принадлежавший 912-му отдельному транспортному авиаполку ВВС СФ (Корзуново), разбился при заходе на посадку на аэродром Лахта из-за обледенения. Перевозил командование 392-го ОДРАП (Кипелово) на совещание. На борту погибло 25 человек. Экипаж: КК капитан Кропанёв; старшие лейтенанты Сафонов, Афанасьев, Гофман и Свинаренко.
- 8 сентября 1967 года. Ту-16, КК подполковник Гриднев, аэродром Лахта. Самолёт столкнулся с землёй при выполнении взлёта. Экипаж погиб.
- 6 октября 1967 года. Ту-16, КК капитан Чаманский Б. И. При заходе на посадку из-за ошибки летчиков столкнулся с землёй. Весь экипаж, кроме КОУ, погиб (5 человек).
- 21 февраля 2002 года при заходе на посадку на ВПП № 08 потерпел катастрофу самолёт Ан-26 морской авиации ВМФ России. 17 человек погибли и ещё трое ранены[2].
- 1 сентября 2012 года самолёт Як-18Т, выполнявший заказной полёт, упал в 300 метрах от ВПП аэродрома и загорелся. В катастрофе погибли 4 человека — все, кто находился на борту[3].

## Гонки
В разное время на ВПП аэродрома Ассоциация любителей автоспорта проводила чемпионаты Архангельской области по дрэг-рейсингу.

## Прочее
В гарнизоне дома офицеров Катунино в 2000 году была создана музыкальная группа «Славяне», ставшая популярной сначала на Северном флоте, а потом во всей Морской авиации РФ. Группе принадлежит авторство популярных песен «Ракетоносцы» и «Морская авиация».